# Tilapiinae
A Tilapiinae alcsalád a sugarasúszójú halak (Actinopterygii) osztályába, a sügéralakúak (Perciformes) rendjébe, a Cichlidae családba tartozik.
Cichlidae (Teleostei: Perciformes)
- Tilapiinae
  - Hemichromini (Tawil, 2001)
  - Tilapiini (Hoedeman, 1947)
  - Chromidotilapiini  (Tawil, 2001)
  - Lamprologini  (Poll, 1986)

## Hemichrominiklád
- Hemichromis
  - Hemichromis angolensis
  - Bíborsügér (Hemichromis bimaculatus)
  - Sárgahátú bíborsügér (Hemichromis cerasogaster)
  - Hemichromis elongatus
  - Hemichromis fasciatus
  - Hemichromis guentheri
  - Hemichromis guntheri
  - Hemichromis letourneuxi
  - Kis bíborsügér (Hemichromis lifalili)
- Anomalochromis
  - Afrikai pillangósügér (Anomalochromis thomasi)
- Thysochromis
  - Thysochromis ansorgii

## Tilapiiniklád
- Alcolapia
  - Alcolapia alcalicus
  - Alcolapia grahami
- Gobiocichla
  - Gobiocichla ethelwynnae
  - Gobiocichla wonderi
- Iranocichla
  - Iranocichla hormuzensis
- Konia
  - Konia dikume
  - Konia eisentrauti
- Myaka
  - Myaka myaka
- Nyasalapia
  - Nyasalapia variabilis
- Steatocranus
  - Steatocranus bleheri
  - Kazuárfejű sügér (Steatocranus casuarius)
  - Steatocranus gibbiceps
  - Steatocranus glaber
  - Steatocranus irvinei
  - Steatocranus mpozoensis
  - Steatocranus rouxi
  - Steatocranus tinanti
  - Steatocranus ubanguiensis
- Tristramella
  - Tristramella sacra
  - Tristramella simonis
- Tilapiina (Hoedeman, 1947) nem ág
- Pelmatochromis
  - Pelmatochromis buettikoferi
  - Pelmatochromis caudifasciatus
  - Pelmatochromis dimidiatus
  - Pelmatochromis longirostris
  - Pelmatochromis nigrofasciatus
  - Pelmatochromis ocellifer
  - Pelmatochromis pulcher
  - Pelmatochromis taeniatus
- Pterochromis
  - Pterochromis congicus
- Tilapia
  - Tilapia alcalica
  - Tilapia auratus
  - Tilapia aurea
  - Tilapia bakossiorum
  - Tilapia baloni
  - Tilapia bemini
  - Tilapia bilineata
  - Tilapia brevimanus
  - Tilapia busumana
  - Tilapia buttikoferi
  - Tilapia bythobates
  - Tilapia cameronensis
  - Tilapia camerunensis
  - Tilapia cessiana
  - Tilapia congica
  - Tilapia dageti
  - Tilapia deckerti
  - Tilapia discolor
  - Tilapia flava
  - Tilapia guinasana
  - Tilapia guineensis
  - Tilapia gutturosa
  - Tilapia imbriferna
  - Tilapia ismailiaensis
  - Tilapia jallae
  - Tilapia joka
  - Tilapia kottae
  - Tilapia louka
  - Tilapia margaritacea
  - Tilapia nyongana
  - Tilapia rendalli
  - Tilapia rheophila
  - Tilapia ruweti
  - Tilapia snyderae
  - Tilapia sparrmanii
  - Tilapia spongotroktis
  - Tilapia tholloni
  - Tilapia thysi
  - Tilapia walteri
  - Tilapia zillii
- Sarotherodontina (Tawil, 2001) nem ág
- Sarotherodon
  - Sarotherodon caroli
  - Sarotherodon caudomarginatus
  - Sarotherodon galilaeus
  - Sarotherodon linnellii
  - Sarotherodon lohbergeri
  - Sarotherodon melanotheron
  - Sarotherodon mossambicus
  - Sarotherodon mvogoi
  - Sarotherodon occidentalis
  - Sarotherodon steinbachi
  - Sarotherodon tournieri
- Stomatepia
  - Stomatepia mariae
  - Stomatepia mongo
  - Stomatepia pindu
- Pungu
  - Pungu maclareni
- Oreochromina (Tawil, 2001) nem ág
- Oreochromis
  - Oreochromis amphimelas
  - Oreochromis andersonii
  - Oreochromis angolensis
  - 'Oreochromis aureus
  - Oreochromis chungruruensis
  - Oreochromis esculentus
  - Oreochromis hunteri
  - Oreochromis ismailiaensis
  - Oreochromis jipe
  - Oreochromis karomo
  - Oreochromis karongae
  - Oreochromis korogwe
  - Oreochromis lepidurus
  - Oreochromis leucostictus
  - Oreochromis lidole
  - Oreochromis macrochir
  - Oreochromis malagarasi
  - Oreochromis mortimeri
  - Oreochromis mossambicus
  - Oreochromis mweruensis
  - Oreochromis niloticus
  - Oreochromis pangani
  - Oreochromis placidus
  - Oreochromis rukwaensis
  - Oreochromis saka
  - Oreochromis salinicola
  - Oreochromis schwebischi
  - Oreochromis shiranus
  - Oreochromis spilurus
  - Oreochromis squamipinnis
  - Oreochromis tanganicae
  - Oreochromis upembae
  - Oreochromis urolepis
  - Oreochromis variabilis
- Danakilia
  - Danakilia franchettii

## Chromidotilapiiniklád
- Nanochromis
  - Nanochromis consortus
  - Nanochromis dimidiatus
  - Nanochromis minor
  - Nanochromis nudiceps
  - Nanochromis parilus
  - Nanochromis splendens
  - Nanochromis squamiceps
  - Nanochromis transvestitus
- Congochromis
  - Congochromis dimidiatus
  - Congochromis pugnatus
  - Congochromis sabinae
  - Congochromis squamiceps
- Pelvicachromis
  - Pelvicachromis humilis
  - Pelvicachromis pulcher
  - Pelvicachromis roloffi
  - Pelvicachromis rubrolabiatus
  - Pelvicachromis signatus
  - Pelvicachromis subocellatus
  - Pelvicachromis taeniatus
- Chromidotilapia
  - Chromidotilapia elongata
  - Chromidotilapia finleyi
  - Chromidotilapia guntheri
  - Chromidotilapia kingsleyae
  - Chromidotilapia linkei
  - Chromidotilapia mamonekenei
  - Chromidotilapia melaniae
  - Chromidotilapia mrac
  - Chromidotilapia nana
  - Chromidotilapia schoutedeni
- Benitochromis
  - Benitochromis batesii
  - Benitochromis conjunctus
  - Benitochromis finleyi
  - Benitochromis nigrodorsalis
  - Benitochromis riomuniensis
  - Benitochromis ufermanni
- Teleogramma
  - Teleogramma brichardi
  - Teleogramma depressum
  - Teleogramma gracile
  - Teleogramma monogramma
- Thysochromis
  - Thysochromis ansorgii

## Lamprologininemzetség
- Variabilichromis
  - Variabilichromis moorii
- Neolamprologus

| - Neolamprologus bifasciatus - Neolamprologus boulengeri - Neolamprologus brevis - Neolamprologus brichardi - Neolamprologus buescheri - Neolamprologus cancellatus - Neolamprologus caudopunctatus - Neolamprologus chitamwebwai - Neolamprologus christyi - Neolamprologus crassus - Neolamprologus cylindricus - Neolamprologus devosi - Neolamprologus falcicula - Neolamprologus furcifer - Neolamprologus gracilis - Neolamprologus hecqui - Neolamprologus helianthus - Neolamprologus leleupi - Neolamprologus leloupi - Neolamprologus longicaudatus - Neolamprologus longior - Neolamprologus marunguensis - Neolamprologus meeli - Neolamprologus modestus - Neolamprologus mondabu | - Neolamprologus multifasciatus - Neolamprologus mustax - Neolamprologus niger - Neolamprologus nigriventris - Neolamprologus obscurus - Neolamprologus olivaceous - Neolamprologus pectoralis - Neolamprologus petricola - Neolamprologus pleuromaculatus - Neolamprologus prochilus - Neolamprologus pulcher - Neolamprologus savoryi - Neolamprologus schreyeni - Neolamprologus sexfasciatus - Neolamprologus similis - Neolamprologus splendens - Neolamprologus tetracanthus - Neolamprologus toae - Neolamprologus tretocephalus - Neolamprologus variostigma - Neolamprologus ventralis - Neolamprologus walteri - Neolamprologus wauthioni |

- Altolamprologus
  - Altolamprologus calvus
  - Altolamprologus compressiceps
- Chalinochromis
  - Chalinochromis brichardi
  - Chalinochromis popelini
- Julidochromis
  - Julidochromis dickfeldi
  - Julidochromis marlieri
  - Julidochromis ornatus
  - Julidochromis regani
  - Julidochromis transcriptus
- Lepidiolamprologus
  - Lepidiolamprologus attenuatus
  - Lepidiolamprologus cunningtoni
  - Lepidiolamprologus elongatus
  - Lepidiolamprologus kendalli
  - Lepidiolamprologus nkambae
  - Lepidiolamprologus profundicola
- Palaeolamprologus
  - Palaeolamprologus toae
- Telmatochromis

## Előfordulásuk
Nyugat és Észak Afrika: (Kamerun, Algéria, Egyiptom), valamint a közel kelet: Irán, Szíria, Izrael és Jordánia, a Kelet-afrikai Victoria-tó és a Tanganyika-tó.